# بخش ششده و قره‌بلاغ
بخش ششده و قره‌بلاغ یکی از بخش‌های شهرستان فسا در استان فارس ایران است. این بخش در سال ۱۳۵۸ تشکیل شده است.

## تقسیمات کشوری
- بخش ششده و قره‌بلاغ
  - دهستان ششده
  - دهستان قره‌بلاغ

شهرها : ششده ، قره‌بلاغ

## جمعیت
بنابر مصاحبه نماینده مجلس و بخشدار این بخش به عنوان نماینده عالی دولت در بخش ، جمعیت بخش ششده و قره‌بلاغ شهرستان فسا در سال ۱۴۰۰ بالغ بر ۳۵۰۰۰ نفر بوده است.